# Rock Ridge
Rock Ridge - rozszerzenie systemu plików ISO 9660 dla płyt CD-ROM pozwalające między innymi na:
- dłuższe nazwy plików - do 255 znaków
- użycie szerszego zestawu znaków w nazwach plików
- głębszą strukturę katalogów
- dowiązania symboliczne
- zapisanie wraz z plikiem dodatkowych informacji o nim, stosowanych w uniksowch systemach plików: praw dostępu, nazwy właściciela, nazwy grupy itp.

Ta ostatnia cecha pozwala na lepszą integrację płyty z lokalnym systemem plików.
Istnieje także rozszerzona wersja Rock Ridge dla komputerów Amiga.